# Виктория Савойская
Мария Анна Виктория Савойская (нем. Maria Anna Victoria von Savoyen, фр. Marie-Anne-Victoire de Savoie; 11 сентября 1683, Париж, Королевство Франция — 11 октября 1763, Турин, Сардинское королевство) — принцесса из Савойского дома, дочь Людовика Томаса Савойского, графа Суассона, мадмуазель де Суассон. С 1738 по 1757 год состояла в браке с имперским фельдмаршалом, принцем Иосифом Фридрихом Саксен-Гильдбурггаузенским; в замужестве носила титулы принцессы Саксен-Гильдбурггаузенской и герцогини Саксонской. Одна из богатейших женщин своего времени.

## Биография
Принцесса Виктория родилась 11 сентября 1683 года в Париже в семье Людовика Томаса Савойского, графа Суассона и Урании де Лакроп де Бове. По отцовской линии она приходилась внучкой графу Суассона Евгению Маурицию Савойскому и Олимпии Манчини и была племянницей известного полководца Евгения Савойского. С рождения и до замужества носила титул мадемуазель де Суассон. Мать принцессы была подружкой невесты на свадьбе Елизаветы Шарлотты Пфальцской и Филиппа I, герцога Орлеанского. Вслед за мужем, который поступил на службу в Имперскую армию, она переехала в Германию. Овдовев в 1702 году, вернулась во Францию, где умерла в 1717 году, «не старая, но все еще прекрасная, как день», как о ней написал современник, герцог Сен-Симон. Людовик XIV покровительствовал отцу принцессы. После женитьбы король назначил ему пансион в размере 12 000 ливров. Даже служба в рядах Имперской армии не лишила семью графа Суассона благосклонности монарха во Франции.
Мария Анна Виктория была старшим ребёнком из шести детей, родившихся в семье. О судьбах её братьев и сестёр известно мало. Единственный из женатых братьев умер в Вене в 1729 году. Эммануил Томас Савойский, граф Суассона вслед за отцом поступил на службу в Имперскую армию. Служил губернатором Антверпена. Сочетался браком с принцессой Марией Терезой Лихтенштейнской, наследницей Опавского герцогства. Их сын, последний граф Суассона из Савойского дома, умер в возрасте двадцати лет накануне собственной свадьбы. Трое других братьев Марии Анны Виктории умерли молодыми холостяками. Младшая сестра принцессы тоже умерла незамужней. Сама Виктория долго жила при дворе герцогов Орлеанских. Принцесса была подружкой невесты на свадьбе одной из дочерей регента, мадемуазель де Валуа.
После смерти племянника в 1736 году пятидесятилетняя Виктория унаследовала состояние в два миллиона флоринов, а также имущество на территории Австрии и Венгрии. Всё это было наследием её дядьки, Евгения Савойского. Дворцы, собрания произведений искусства, ценная библиотека, военные трофеи, награды и меч, подаренный полководцу Анной, королевой Великобритании, за участие в Войне за испанское наследство — почти всё было сразу распродано наследницей. Дворец Бельведер был приобретен императором Карлом VI. Разочарование австрийцев во время этой распродажи нашло отражение в народном куплете, лист с которым был прикреплён на двери дома Виктории: «Неужели слава принца Евгения Запятнана столь безобразной Победой?».
17 апреля 1738 года Мария Анна Виктория сочеталась браком с фельдмаршалом Имперской армии принцем Иосифом Фридрихом Саксен-Гильдбурггаузенским. Утром перед свадьбой жених получил от невесты подарок в размере 300 000 флоринов. Брак не оставил потомства. Супруги разошлись (без оформления развода) в 1757 году. Затем Виктория некоторое время жила во Франции и Пьемонте. Она умерла в Турине 11 октября 1763 года в возрасте восьмидесяти лет.